# Tomogenius incisus
Tomogenius incisus är en skalbaggsart som först beskrevs av Wilhelm Ferdinand Erichson 1842.  Tomogenius incisus ingår i släktet Tomogenius och familjen stumpbaggar. Inga underarter finns listade i Catalogue of Life.